# Donato Ogliari

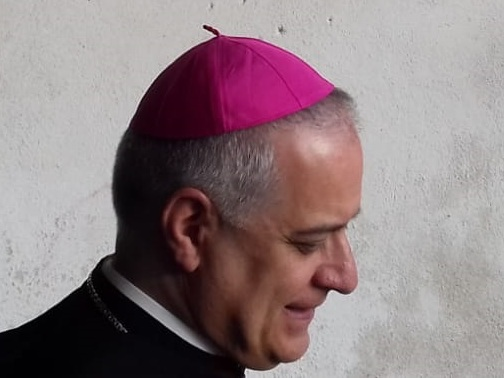
Donato Ogliari, 2019

Donato Ogliari OSB (* 10. Dezember 1956 in Erba, Provinz Como) ist ein italienischer römisch-katholischer Ordensgeistlicher und Abt der Abtei Sankt Paul vor den Mauern.

## Leben
Donato Ogliari studierte nach seinem Schulabschluss Philosophie und Katholische Theologie in Turin und London. Er trat in die Ordensgemeinschaft der Consolata-Missionare in Turin ein und legte am 3. September 1978 die zeitliche Profess ab. Ogliari empfing am 3. Juli 1982 das Sakrament der Priesterweihe. Danach setzte er seine Studien an der Universität Löwen fort, wo er im Fach Theologie zum Dr. theol. promoviert wurde. Im Jahr 1988 wechselte er die Ordensgemeinschaft und trat in die norditalienische Benediktinerabtei Praglia ein, von wo er 1989 in die Abtei S. Madonna della Scala in Noci (Apulien) entsandt wurde und dort 1992 seine ewige Profess ablegte. Im Jahr 2006 wurde er zum Abt von Noci gewählt. Die Abtsbenediktion erhielt er am 7. Oktober 2006.
Am 23. Oktober 2014 bestätigte Papst Franziskus die Wahl von Donato Ogliari zum Erzabt von Montecassino. Die Einführung von Erzabt Donatus in sein Amt als Territorialabt der Abtei Montecassino erfolgte am 22. November 2014 durch Marc Kardinal Ouellet. Donato Ogliari war der 192. Nachfolger des Hl. Benedikt von Nursia. Am 8. Juni 2022 ernannte ihn Papst Franziskus zum Abt der Abtei Sankt Paul vor den Mauern. Zugleich leitete er seither die Territorialabtei Montecassino als Apostolischer Administrator bis zur Einführung des neuen Erzabtes Antonio Luca Fallica am 16. März 2023. Am 13. Juli 2022 berief ihn Papst Franziskus zudem zum Mitglied des Dikasteriums für die Bischöfe.
Am 24. Juni 2025 berief ihn Papst Leo XIV. zum Mitglied des Dikasteriums für die Institute geweihten Lebens und für die Gesellschaften apostolischen Lebens.